# Coleophora artemisiella
Coleophora artemisiella is een vlinder uit de familie van de kokermotten (Coleophoridae). De wetenschappelijke naam van de soort is voor het eerst geldig gepubliceerd door Scott.